# Joseph Yobo
Joseph Michael Yobo (* 6. září 1980, Kono, Nigérie) je bývalý nigerijský fotbalový obránce a reprezentant, účastník 3 světových šampionátů.

## Klubová kariéra
- Standard Liège (mládež)
- Standard Liège 1998–2001
- Olympique de Marseille 2001–2003
- →  Everton FC (hostování) 2002–2003
- Everton FC 2003–2012
- →  Fenerbahçe SK (hostování) 2010–2012
- Fenerbahçe SK 2012–2014
- →  Norwich City FC (hostování) 2014

## Reprezentační kariéra
V reprezentačním A-mužstvu Nigérie debutoval v roce 2001.
S nigerijskou reprezentací se zúčastnil šesti afrických a tří světových šampionátů (MS 2002 v Japonsku a Jižní Koreji, MS 2010 v Jihoafrické republice, MS 2014 v Brazílii).